# Ferry Staverman

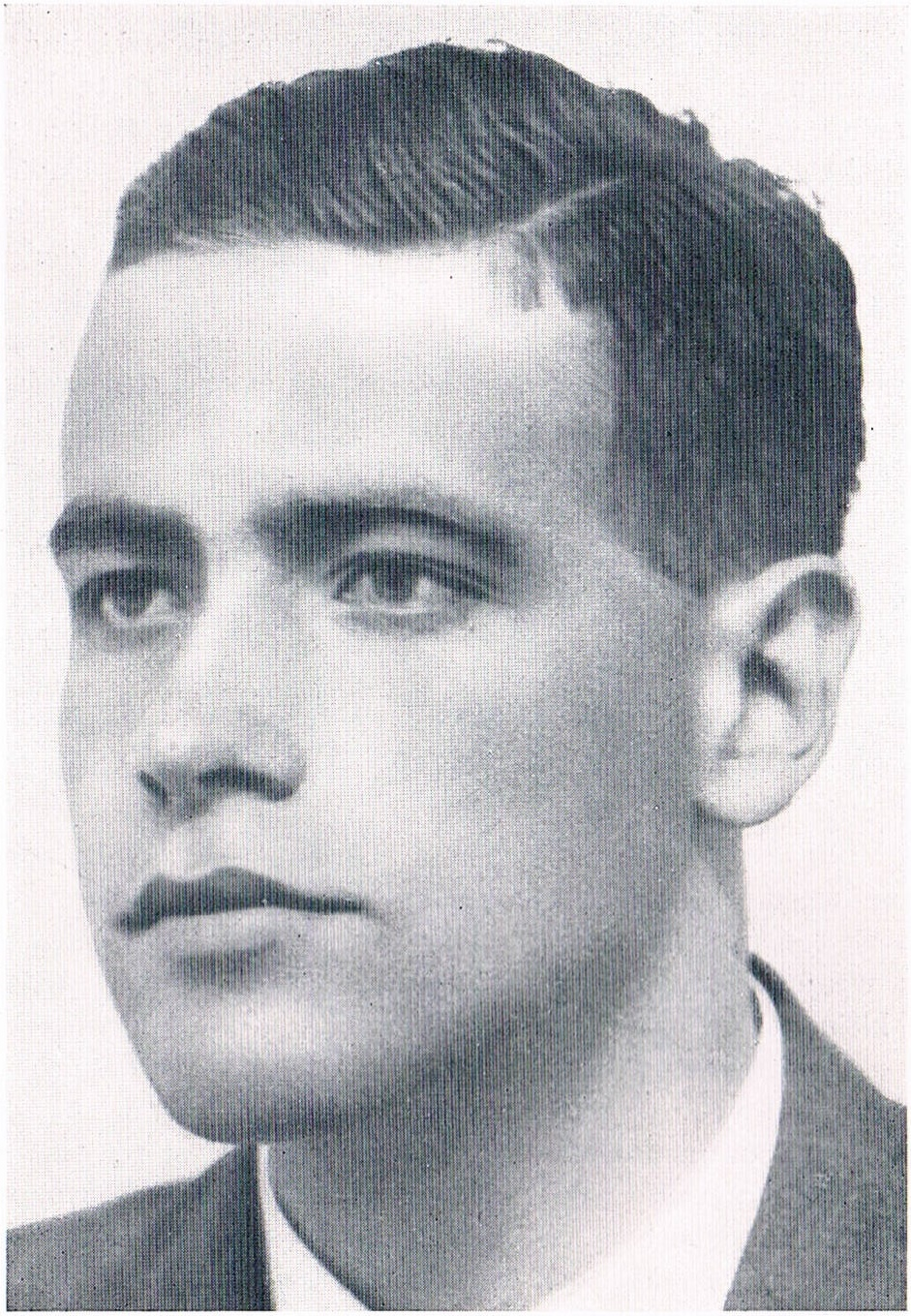
Ferry Staverman

Ferdinand Pieter Staverman (Soerabaja, 7 september 1919 - Concentratiekamp Melk, 13 juli 1944) was Engelandvaarder.

## Familie
Ferry was de oudste zoon van Pieter Elisa Staverman (1886-1953), hoofdagent bij de Koloniale Bank en Belgisch consul in Soerabaja, en diens tweede echtgenote Elisabeth Ferdinandina Prins (*1897). Beide ouders waren afkomstig uit Nederlands-Indië en het gezin emigreerde in juni 1930 naar Nederland.

## Biografie
Als student chemie aan de Rijksuniversiteit Utrecht vluchtte hij - niet bereid om zich voor de Duitse bezetter in te zetten - met Engelandvaarders Gijs den Besten, Chris van Oosterzee en Sam Timmers Verhoeven via Brussel en Parijs naar het zuiden van Frankrijk om via de Pyreneeën de Spaanse Staat en vervolgens Engeland bereiken.
Tijdens een voettocht door de Pyreneeën werd de groep verraden en op 6 februari 1944 rond 11 uur 's ochtends, in een berghut bij Col de Portet-d'Aspet, door een nazi-patrouille opgewacht. Sommigen wisten te ontsnappen, maar een deel werd overmeesterd en gefusilleerd of naar een concentratiekamp gedeporteerd. Hierbij was ook Staverman, die werd overgebracht naar concentratiekamp Mauthausen.

Hij werd te werk gesteld in het Außenkommando Melk en stierf er op 25-jarige leeftijd, enkele dagen na een luchtaanval door de United States Army Air Forces.

## Trivia
- Zijn broer Thijs Staverman (Soerabaja, 16 januari 1921 - Nemo bij Hollandia, 25 september 1943), ook Engelandvaarder en sergeant bij de Koninklijke Marine, sneuvelde op 22-jarige leeftijd in Nieuw-Guinea tijdens een missie in opdracht van de Netherlands Forces Intelligence Service (NEFIS)[4].